# Verbascum linearilobum
Verbascum linearilobum är en flenörtsväxtart som först beskrevs av Pierre Edmond Boissier, och fick sitt nu gällande namn av Hub.-mor.. Verbascum linearilobum ingår i släktet kungsljus, och familjen flenörtsväxter. Inga underarter finns listade i Catalogue of Life.